# Regular Ordinary Swedish Meal Time
Regular Ordinary Swedish Meal Time (w skrócie ROSMT lub SMT) – szwedzki, anglojęzyczny program kulinarny emitowany na YouTube.  W tym programie przyrządzane są dania kuchni szwedzkiej, które są gotowane w bardzo brutalny i barbarzyński sposób.

## Historia
Wszystko  rozpoczęło się w akademiku w Umeå, gdzie Niclas Lundberg dał pokaz swoich umiejętności kulinarnych tworząc spaghetti. Twórców zainspirował kanadyjski program Epic Meal Time i krótki film "Macho Salad". Na pomysł tego programu wpadł Isak Anklew, który stwierdził, że Lundberg byłby głównym prowadzącym programu gdzie przyrządzałby dania.
Tak właśnie powstał pierwszy odcinek pt. „Spaghetti Explosion”, który pojawił się w serwisie YouTube 6 stycznia 2011.
Po pierwszym odcinku koledzy Lundberga i Anklewa: Niklas Oden, Anders Söderman i Tom Brännström postanowili wziąć udział w programie. Wówczas cała piątka stworzyła drugi odcinek pt. „Meatball Massacre”. Po tym odcinku grupa uzgodniła, że jeśli trzeci odcinek pt. „Pandemonium Sidepork” otrzyma ponad 50000 wyświetleń w ciągu pięciu dni, stworzą kolejny odcinek w następnym tygodniu. Jeżeli tak się nie stanie, to zrobią sobie tygodniową przerwę na studia.
Po pewnych perturbacjach kanał zaczął regularnie tworzyć nowe odcinki aż do roku 2016, wtedy opublikowane zostało oświadczenie na portalu reddit tłumaczące koniec regularnej pracy nad kanałem i zawieszenie działalności członków ekipy, przy czym zastrzeżono, że nie jest to decyzja definitywna i może ulec zmianie.

## Opis
Na początku odcinka Niclas Lundberg przedstawia składniki do przyrządzenia danego posiłku. Potem przygotowuje danie w brutalny i barbarzyński sposób często niszcząc jedzenie i krzycząc. Zwykle mówi po angielsku, ale zdarza się, że powie po szwedzku. Każde jego przekleństwo jest cenzurowane przez beczenie barana. W międzyczasie zjada jedną łyżeczkę majonezu i mówi do widzów „It’s good for you”. Na koniec razem z kolegami zjada przyrządzone przez siebie danie, często w nieestetyczny sposób.

## Obsada
- Niclas Lundberg: prowadzący, założyciel programu.
- Isaac Anklew: założyciel programu.
- Niklas Oden: producent, asystent operatora.
- Anders Söderman: operator.
- Tom Brännström: asystent Lundberga